# 다빈치 코드 (영화)
《다빈치 코드》(영어:  The Da Vinci Code)는 론 하워드가 감독한 2006년 미스터리 스릴러 영화로, 댄 브라운의 2003년 베스트셀러 소설 《다빈치 코드》가 원작이다. 2006년에 가장 많은 기대를 받았던 영화 중 하나로, 2006년 5월 17일 칸 영화제의 개막식 상연회에서 처음으로 공개되었다. 이후 《다빈치 코드》는 여러 국가에서 2006년 5월 18일 개봉하였고, 미국에서는 콜럼비아 픽처스 배급으로 같은 해 5월 19일 개봉하였다.
소설과 마찬가지로 논쟁의 여지가 있는 해석과 왜곡된 기독교 역사를 담았기 때문에 로마 가톨릭 교회로부터 비판을 받았으며, 일부 기독교 지도자들은 영화의 보이콧 운동을 강력하게 주장하였다. 상영 초기에는 극장 밖에서 항의를 하는 사람도 있었으며, 비평가들의 평가도 서로 엇갈리는 반응이었다. 그러나 개봉 첫주에 전 세계 흥행 수익 2000만 달러를 달성하면서 역사상 일곱 번째 오프닝 기록을 남겼다. 또한, 2006년 11월 2일에 758,239,851 달러의 수익을 기록하며 2006년에 두 번째로 높은 수익을 거둔 영화가 되었으며, 톰 행크스와 론 하워드가 만든 영화 중 가장 성공한 작품이 되었다. 한스 치머가 작곡한 영화의 사운드트랙은 2007년 골든 글로브 상에서 음악상 후보에 오르기도 하였다.

## 줄거리
늦은 밤, 파리 루브르 박물관의 대화랑에서 큐레이터 자크 소니에르는 실라라고 알려진 두건을 쓴 정체불명의 괴한 사일러스에게 쫓기게 된다. 사일러스는 수도회의 쐐기돌의 위치를 묻는다. 죽음의 위협에 소니에르는 쐐기돌이 성 쉴피르 성당의 성구실, "장미의 아래(Sub Rosa)"에 있다고 자백하고, 사일러스는 감사를 표하며 그의 배를 쏘고 사라진다.
한편, 파리에 와서 미국 유학생들에게 기호와 종교에서의 여성에 대한 강의를 하던 미국의 기호학자 로버트 랭던 (톰 행크스)은 자신을 기다리고 있던 프랑스 경찰과 만나게 되고 루브르 박물관의 사건 현장으로 소환된다. 그는 죽은 소니에르가 몸과 피, 검은색 잉크로 복잡한 상징들을 남겨두고 죽은 것을 보게 된다. 브쥐 파슈 국장 (장 르노)은 랭던에게 이 수수께끼의 암호를 해석해줄 것을 요청한다.
사일러스는 "스승님"이라 불리는 남자에게 머릿돌의 수호자 네 명을 죽였고 모두 같은 위치를 말했다고 전한다. 그는 연락이 끝난 후 허벅지에 가시 달린 쇠사슬을 감고 채찍으로 스스로를 때리며 살인의 죄를 회개한다. 성 쉴피르 성당으로 떠난 사일러스는 자신을 키워준 마누엘 아링가로사 교주의 도움으로 그곳을 홀로 지키는 늙은 수녀에게 견학을 허락 맡게 된다. 성구실의 바닥을 파내었지만 나오는 것은 "욥기 38장 11절"이라는 문구가 새겨진 돌뿐이었다. 사일러스는 어딘가에 전화를 하고 있는 수녀에가 다가가 욥기 38장 11절이 무엇인지 묻고, 다음과 같은 구절을 듣는다. "네가 여기까지 오고 더 넘어가지 못하리니." 속았다는 것을 깨달은 사일러스는 격분하여 수녀를 죽인다.
프랑스 경찰 소속 암호학자 소피 느뵈 (오드리 토투)는 루브르 박물관으로 들어와 랭던에게 비밀스럽게 남자 화장실로 오라는 메시지를 남긴다. 그곳에서 소피는 랭던이 속임을 당하고 있으며, 국장이 그가 모르는 사이에 GPS 장치를 자켓에 넣어두었다는 것도 가르쳐준다. 소피는 이것이 소니에르가 남긴 메시지의 마지막 구절 (PS. 로버트 랭던을 찾아라) 때문에 그가 유력한 용의자로 지목받고 있기 때문이라고 말한다. 소니에르가 자신의 할아버지라는 것을 고백한 소피는 그가 자신에게 숨겨진 메시지를 전달하려 했다는 것을 믿고 랭던과 함께 주어진 암호를 풀어가고자 한다.
추적 장치로 경찰들을 다른 곳으로 유인한 뒤, 둘은 루브르를 탐색하며 소니에르가 몰래 남긴 아나그램 메시지를 찾아낸다. 이 문구들은 모두 레오나르도 다 빈치의 그림과 연관되어 있었으며, 마지막의 암굴의 성모에서 붓꽃 모양이 장식된 열쇠를 발견한다.
프랑스 경찰의 추적으로 미국 대사관으로 갈 수 없게 되자 둘은 불로뉴의 숲으로 달아나고, 랭던은 그곳에서 열쇠를 조사한다. 일행은 열쇠에 새겨진 문자가 취리히의 은행 창고를 가리키는 주소라는 것과, 열쇠의 용도가 안전하게 예금된 상자를 받을 때 쓰는 것임을 알게 된다.
은행에서 그들은 소니에르가 남겼던 피보나치 수열로 계좌를 열고 (1123581321), 그가 저장해두었던 상자를 찾는다. 상자 안에는 크립텍스가 들어있는 로즈우드 상자가 담겨있다. 크립텍스는 다섯 개의 알파벳 다이얼이 적힌 원통형 상자로, 알파벳 다섯개를 정확한 순서로 맞춰야만 안에 든 메시지가 적힌 파피루스를 꺼낼 수 있다. 억지로 열려고 하면 안에 들어있던 식초병이 깨져서 파피루스를 녹이고 메시지도 사라지게 된다.
은행의 보안 경비가 경찰을 불러서 도망가야만 하게 되자, 은행의 야간 지배인 앙드레 베르네가 계좌의 안전 대피 조항에 다라 장갑 밴에 그들을 태우고 탈출을 돕는다. 둘은 차 안에서 크립텍스에 대한 긴 이야기를 나누었고, 소피는 할아버지가 종종 크립텍스 같은 것으로 함께 게임을 했다고 말해준다. 랭던은 크립텍스가 그들이 발견하고자 하는 것에 대한 가치있는 정보나 또 다른 실마리를 담고 있을 거라고 추측한다. 갑자기 차가 멈추더니 베르네가 총을 겨누며 그들을 협박하고 크립텍스를 뺏는다. 랭던은 속임수를 써서 베르네를 밀치고 소피와 함께 다시 차를 타고 달아난다.
랭던은 크립텍스를 열도록 도움을 받고자 자신의 친구 리 티빙 (이언 매켈런)을 찾아갈 것을 제안한다. 리 티빙은 성배를 간절히 찾고 있는 자로, 성배가 잔이 아닌 마리아 막달레나라고 믿고 있다. 또한 그녀가 그리스도의 아내로, 예수가 죽자 제자들이 따라다니는 것을 원하지 않아 그녀를 몰아냈다고 전한다. 마리아는 그 당시 임신을 하고 있었고, 티빙은 소피에게 예수의 후손을 보호하기 위해 비밀 집단이 만들어졌다고 말한다. 자크 소니에르는 그 집단의 일원이었다면 소피 또한 그 집단에 들어가기 위해 훈련을 받았을거라고 티빙은 추측한다. 그 사이 사일러스는 티빙의 맨션으로 쳐들어와 크립텍스를 훔치려고 한다. 티빙은 지팡이로 사일러스를 치고 집사 레미 진, 사일러스를 데리고 다시 탈출을 시도하여 저택을 떠난다.
레미 진이 스승의 추종자인 것이 밝혀지지만, 그는 사일러스를 풀어주고 누군가에 의해 죽임을 당한다. 사일러스는 경찰에게 공격을 당하자 총을 난사하고, 우연히 마누엘 아링가로사 교주를 쏘게 된다. 비탄에 빠진 사일러스는 경찰들에게 총을 맞고 죽는다. 아링가로사는 병원으로 옮겨지고, 경감은 자신이 랭던을 쫓는데 이용 당했다는 것을 알고 그를 체포한다. 미스테리에 점점 가까이 다가가던 랭던에게 티빙이 나타나 자신이 스승임을 밝히고, 랭던은 그에게 배반 당했다는 것을 알게 된다. 티빙은 마리아 막달레나의 후손을 찾아 성배에 대한 진실을 입증하고자 하며, 랭던이 크립텍스를 풀지 못하면 소피를 쏘겠다고 위협한다. 랭던은 암호를 풀다가 포기하며 크립텍스를 공중에 던진다. 티빙은 이것을 잡지만 놓치게 되고, 땅으로 떨어진다. 그러자 크립텍스 안에 있던 식초병이 깨지면서 문서가 녹게 된다. 그러나 티빙이 체포된 후에 랭던이 암호를 풀고 ('Apple') 티빙에게 던지기 전에 안에 있던 단서가 적힌 문서를 빼낸 사실이 드러난다. 단서를 토대로 그들은 막달레나의 석관이 숨겨져 있다는 스코틀랜드의 로슬린 예배당으로 간다. 그곳에서는 그들은 비밀 조직의 다른 일원들과 만나게 되고, 소피가 사실 막달레나의 후손으로 지금까지 살아있는 예수 그리스도의 후손임이 드러난다. 비밀 조직들은 그녀를 지켜줄 것을 맹세한다. 랭던과 소피는 작별 인사를 하고 각자의 길을 가게 된다.
랭던은 자신의 호텔에서 면도를 하던 중 피가 나게 되고, 줄을 남기며 흐르는 피를 보고 로즈 라인을 떠올리게 된다. 로즈 라인을 따라가던 그는 마침내 성배가 위치한 장소를 발견한다. 성배는 루브르의 피라미드 아래 묻혀 있는 것이었다. 랭던은 마리아 막달레나의 무덤 위에서 무릎을 끓는다. 과거 성전 기사단이 그러했던 것처럼.

## 캐스팅
- 톰 행크스 - 로버트 랭던 교수 역
- 오드리 토투 - 소피 느뵈 역
- 이언 매켈런 - 리 티빙 경
- 폴 베타니 - 사일러스
- 장 르노 - 브쥐 파슈 역
- 앨프리드 몰리나 - 아링가로사 교주 역
- 샬럿 그레이엄 - 마리아 막달레나 역
- 위르겐 프로흐노 - 앙드레 베르네
- 에티엔 치콧 - 제롬 콜렛 중위 역
- 장 이브스 버텔룻 - 레미 진 역 (소설 레미 르갈뤼데크)
- 장 피에르 마리엘 - 자크 소니에르 역
- 휴 미첼 - 어린 사일러스 역
- 세스 가블 - 성직자 미첼 역
- 마리프랑수아 오돌랑 - 상드린 수녀 역

## 한국판 성우진(KBS) (2012년 9월 28일)
- 오세홍 - 로버트 랭던(톰 행크스)
- 정미숙 - 소피(오드리 토투)
- 장광 - 티빙(이언 매켈런)
- 이정구 - 파슈(장 르노)
- 김일 - 사일러스(폴 베타니)
- 원호섭 - 아링가로사(앨프리드 몰리나)
- 김태웅 - 앙드레(위르겐 프로흐노) / 주교(프란체스코 카르네뤼티)
- 문관일 - 꼴레(에타인 쉬코)
- 이장원 - 자크(장 피에르 마리엘) / 비긴힐 경감(클라이브 카터)
- 유지원 - 소피의 엄마(크리시언 이매뉴엘) / 어린 로버트 랭던 / 소피의 할머니(리타 데이비스)
- 김태영 - 프랑스 경찰(리오넬 기 브레몽) / 기자(세스 게이블) / 버스 승객(셰인 자자)
- 지화정 - 산드린(마리 프랑소와 오돌렌트)
- 한복현 - 레미 장(장이브 베르틀루) / 소피의 아빠(폴 허버트)

## 영화에 대한 논란
소설 다빈치코드가 한국어로 역간되자, 보수주의 개신교에서는 거세게 반발했다. 소설을 소재로 한 이 영화의 한국 개봉되자
2006년 4월 7일, 개신교 단체 한국 기독교 총연합회 등의 주도로 영화 다빈치 코드의 수입을 담당한 한국측 배급사, 소니 픽쳐스 릴리징 코리아에 대한 영화 다빈치 코드의
상영금지 가처분 신청서를 대한민국 서울특별시 중앙 지방법원에 제출했다. 그러나 법원은 5월 16일 이를 기각했다. 그러나, 한기총측 등 기독교 단체들은 교리 희화화를 말하며 재판부의 판결에 불복하여 각 영화관마다‘다빈치 코드 안보기’라는 운동을 통해 자신들의 입장을 관철시켜 나갔고 이것이 일부 영화 관람객, 문화예술인, 반기독교주의자들과 표현의 자유와 신앙 교리문제 등으로 논란 및 마찰의 대상이 되었다.

## 같이 보기
- 다빈치 코드